# Heizmaschine

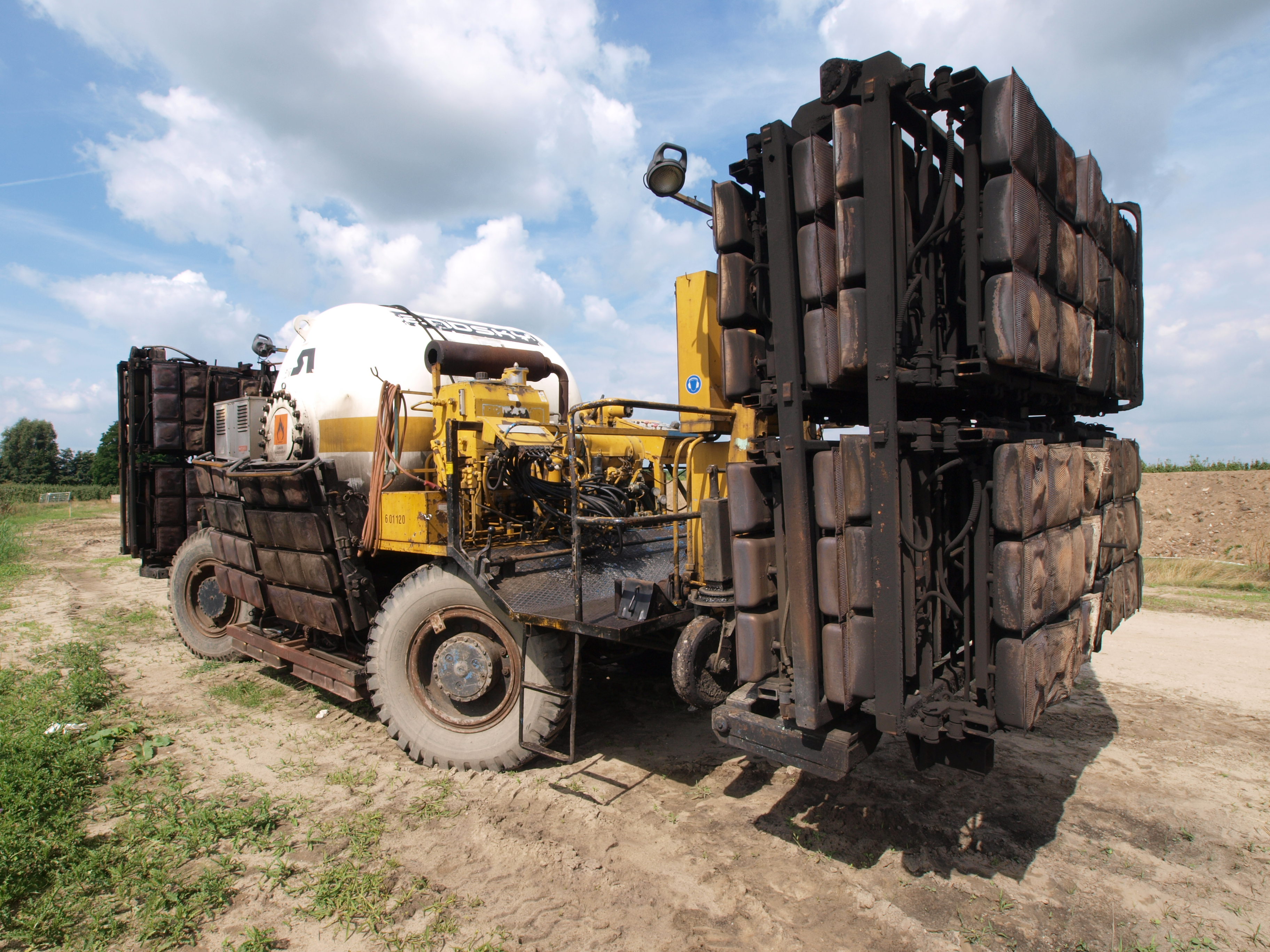
Heizmaschine mit eingeklappten Heizelementfeldern

Eine Heizmaschine wird im Straßen- und Wegebau verwendet, um Asphalt auf schonende Weise großflächig aufzuwärmen. Dies ist insbesondere dann erforderlich, wenn alte bzw. beschädigte Verkehrsflächen im Heißrecycling-Verfahren instand gesetzt werden sollen. Die Baumaschine eignet sich jedoch auch zum Trocknen und Vorwärmen von Unterlagen.

## Ausstattung
Die selbstfahrende Maschine besteht aus einem luftbereiften Fahrwerk mitsamt Fahrerstand und Bedienpult. In der Mitte befindet sich eine Flüssiggas-Tankanlage, die die Wärmeerzeugung sicherstellt. An den beiden Enden der Maschine sind per Seilzug ausklappbare Heizfelder mit Infrarotstrahlern angebracht. Unterhalb oder seitlich von der Tankanlage können zusätzliche Heizfelder vorhanden sein. Die Breite der Heizfelder (meist Fahrstreifenbreite) sowie der Abstand der Heizfelder zur Asphaltoberfläche kann angepasst werden.

## Anwendung
Beim Heißreycling-Verfahren bewegt sich die Heizmaschine am Beginn des Arbeitszuges. Der Asphalt wird mit der Heizmaschine schonend auf bis zu 180 °C erwärmt und so in einen weichen Zustand versetzt (Voraussetzung für die weiteren Arbeitsschritte). Mehr als 180 °C sollten nicht erreicht werden, um eine Schädigung des Bitumens zu vermeiden. Die Höhe der Heizleistung richtet sich nach den Umgebungstemperaturen und der angestrebten Bearbeitungstiefe.
Mit einer geringeren Heizleistung betrieben eignet sich die Heizmaschine auch für das Abtrocknen feuchter Unterlagen oder für das Vorwärmen kalter Unterlagen. So kann beispielsweise auch bei ungünstigeren Witterungsverhältnissen (Temperaturen unter 5 °C oder feuchte Unterlage) ein regelkonformer Asphalteinbau durchgeführt werden.

## Normen und Standards
Deutschland
- Merkblatt für das Rückformen von Asphalttragschichten (M RF)